# 冨山太佳夫
冨山 太佳夫（とみやま たかお、1947年9月5日 - ）は、日本の英文学者、翻訳家。
青山学院大学名誉教授。立正大学文学部文学科（英語英米文学専攻コース）元教授。
専門はヴィクトリア朝小説を中心とした英文学および文化研究。文学理論や現代思想、歴史研究にも造詣が深い。
父は税理士の冨山實。

## 経歴
鳥取県西伯郡日吉津村出身。
鳥取県立米子東高等学校を経て、東京大学文学部英文学専修課程卒業。1973年同大学院修士課程修了、同大助手、お茶の水女子大学専任講師・助教授、成城大学助教授・教授を経て2001年青山学院大学文学部英米文学科教授。2016年退職、名誉教授、立正大学文学部教授、2018年退職。
1993年、『シャーロック・ホームズの世紀末』で芸術選奨新人賞、2004年、『書物の未来へ』で毎日書評賞受賞。毎日新聞書評者。

## 著書

### 単著
- 『テキストの記号論』（南雲堂）1982年
- 『方法としての断片』（南雲堂）1985年
- 『空から女が降ってくる スポーツ文化の誕生』（岩波書店）1993年
- 『シャーロック・ホームズの世紀末』（青土社）1993年、増補新版2015年
- 『ダーウィンの世紀末』（青土社）1995年
- 『ポパイの影に - 漱石 / フォークナー / 文化史』（みすず書房）1996年
- 『『ガリヴァー旅行記』を読む』（岩波書店・岩波セミナーブックス）2000年
- 『文化と精読 新しい文学入門』（名古屋大学出版会）2003年
- 『書物の未来へ』（青土社）2003年
- 『笑う大英帝国 - 文化としてのユーモア』（岩波新書）2006年
- 『英文学への挑戦』（岩波書店）2008年
- 『おサルの系譜学 - 歴史と人種』（みすず書房）2009年
- 『文学の福袋〈漱石入り〉』（みすず書房）2012年

### 共編著
- 『D.H.ロレンス『狐』とテクスト』（立石弘道共編、国書刊行会）1994年
- 「現代批評のプラクティス」全5巻（研究社）1995年 - 2001年
  1. 『ディスコンストラクション』
  2. 『ニューヒストリシズム』
  3. 『フェミニズム』
  4. 『文学の境界線』
  5. 『批評のヴィジョン』
- 『セリーヌを読む Louis-Ferdinand Celine』（有田英也共編、国書刊行会）1998年
- 「妖精文庫」全5巻（冨山芳子共編、青土社、ヴィクトリア朝童話集）1999年
  1. 『幸福な王子』
  2. 『黄金の川の王さま』
  3. 『ものぐさドラゴン』
  4. 『旅のマント』
  5. 『軽いお姫さま』
- 『D.H.ロレンスとアメリカ/帝国』（立石弘道,宇野邦一,巽孝之共編、慶應義塾大学出版会） 2008年
- 『イギリス小説の愉しみ』（塩谷清人共編、音羽書房鶴見書店） 2009年
- 『「終わり」への遡行 ポストコロニアリズムの歴史と使命』（秦邦生,中井亜佐子,溝口昭子,早川敦子共編著、英宝社） 2012年

### 訳書
- 『神話と文学』（ウィリアム・ライター、紀伊國屋書店）1976年
- 『放浪者メルモス』上・下（チャールズ・ロバート・マチューリン、国書刊行会、世界幻想文学大系5）1977年、新装版（全1巻）2012年
- 『影の獄にて』（ヴァン・デル・ポスト、由良君美共訳、思索社）1978年、新版1982年、新思索社 2006年
  - 映画版『戦場のメリークリスマス』（思索社）1983年、新思索社 2009年
- 『シャーロック・ホームズの記号論　C.S.パースとホームズの比較研究』（トマス・アルバート・シービオクほか、岩波書店・岩波現代選書）1981年、岩波同時代ライブラリー 1994年
- 『バスカヴィル家の犬』（アーサー・コナン・ドイル、東京図書）1982年、ちくま文庫 1997年
- 『悪魔の骰子 ゴシック短篇集』（ド・クィンシー他、小池滋共編、国書刊行会 ゴシック叢書）1982年
- 『内奥への旅』（ヴァン・デル・ポスト、思索社）1983年
- 『ザノーニ』（エドワード・ブルワー＝リットン 、村田靖子共訳、国書刊行会）1985年
- 『記号論のたのしみ 文学・映画・女』（ロバート・スコールズ、岩波書店）1985年、新版2000年
- 『ディコンストラクション』（クリストファー・ノリス、荒木正純共訳、勁草書房）1985年
- 『ディコンストラクション』（ジョナサン・カラー、折島正司共訳、岩波書店）1985年、岩波現代文庫（上・下）2009年
- 『思春期の少女たち 文学にみる成熟過程』（キャサリン・ダルシマー、三好みゆき共訳、岩波書店）1989年
- 『世界創造の神話』（マリー=ルイス・フォン・フランツ、富島芳子共訳、人文書院）1990年
- 『ラカンを読む』（ジェーン・ギャロップ、椎名美智,三好みゆき共訳、岩波書店）1990年、新版2000年
- 『ロラン・バルト』（ジョナサン・カラー、青弓社）1991年
- 『夢の秘法 セノイの夢理論とユートピア』（ウィリアム・ドムホフ、奥出直人共訳、岩波書店）1991年
- 『大転落』（イーヴリン・ウォー、岩波文庫）1991年
- 『理論への抵抗』（ポール・ド・マン、大河内昌共訳、国文社）1992年
- 『挿絵の中のイギリス』（リチャード・ドイル、弘文堂 叢書・イギリスの思想と文化）1993年
- 『デリダ もうひとつの西洋哲学史』（ノリス、篠崎実共訳、岩波書店）1995年
- 『ニーチェとパロディ』（サンダー・ギルマン、永富久美共訳、青土社）1997年
- 『ユダヤの商人シャイロック』（ジョン・グロス、越智博美共訳、青土社）1998年
- 『性のアナーキー 世紀末のジェンダーと文化』（エレイン・ショウォールター、永富久美ほか共訳、みすず書房）2000年
- 『快楽戦争 ブルジョワジーの経験』（ピーター・ゲイ、共訳、青土社）2001年
- 『現代思想芸術事典』（アンドリュー・エドガー/ピーター・セジウィック編、共訳、青土社）2002年
- 『ガリヴァー旅行記』（ジョナサン・スウィフト、岩波書店 ユートピア旅行記叢書6）2002年
  - 『『ガリヴァー旅行記』徹底注釈 本文篇』上・下（スウィフト、岩波書店）2013年、他は注釈篇
- 『1冊でわかる 文学理論』（ジョナサン・カラー、荒木映子共訳、岩波書店）2003年
- 『エーコとサッカー』（ピーター・ペリクレス・トリフォナス、岩波書店）2004年
- 『チャーチル 不屈の指導者の肖像』（ジョン・キーガン、岩波書店）2015年

### スーザン・ソンタグ
- 『土星の徴しの下に』（スーザン・ソンタグ、晶文社）1982年、のち新版（みすず書房）2007年
- 『隠喩としての病い』（スーザン・ソンタグ、みすず書房）1982年
- 『エイズとその隠喩』（スーザン・ソンタグ、みすず書房）1990年
のち改題『隠喩としての病い エイズとその隠喩』（みすず書房）1992年、のち新版 2006年
- 『火山に恋して ロマンス』（スーダン・ソンタグ、みすず書房）2001年
- 『書くこと、ロラン・バルトについて エッセイ集 1（文学・映画・絵画）』（スーザン・ソンタグ、みすず書房、2009年
- 『サラエボで、ゴドーを待ちながら エッセイ集 2（写真・演劇・文学）』（スーザン・ソンタグ、みすず書房）2012年